# Brianna Love Is Buttwoman
 Pour plus de détails, voir Fiche technique et Distribution
Brianna Love Is Buttwoman est un film pornographique américain réalisé par William H. et Sam No, produit par Elegant Angel et sorti le 18 septembre 2007,. Il est dédié à l'actrice Brianna Love, qui joue le rôle principal.
En 2008, le film remporte l'AVN Award du meilleur film gonzo.

## Caractéristiques
D'après le site officiel d'Elegant Angel, le film comporte des scènes de gonzo, de sodomie et de sexe interracial.

## Distribution
| Scène 1 - Brianna Love - Sunny Lane - Lee Stone (en) Scène 2 - Brianna Love - Jada Fire - LT Turner Scène 3 - Brianna Love - Carmella Bing - Billy Glide (en) | Scène 4 - Brianna Love - Andrew Andretti - Arnold Schwartzenpecker - Buster Good - Dick Nasty - Dwayne Cummings - Kyle Stone (en) Scène 5 - Brianna Love - Mr. Pete |

## Critiques
Les magazine AVN et XBIZ affirment que les cinq scènes du film « démontrent la beauté des courbes féminines » : « de son beau visage et ses expressions de petite fille à ses courbes plantureuses et son énorme extrémité postérieure, Brianna Love est une superstar aveuglante. »,.

## Récompense
| Année | Prix       | Catégorie                         | Acteurs nommés        | Résultat   |
| ----- | ---------- | --------------------------------- | --------------------- | ---------- |
| 2008  | AVN Awards | Meilleur film gonzo               | NC                    | Lauréat    |
| 2008  | AVN Awards | Meilleure scène de sexe en couple | Brianna Love Mr. Pete | Nomination |
| 2008  | AVN Awards | Meilleure scène de sexe oral      | Brianna Love          | Nomination |